# 웨와크

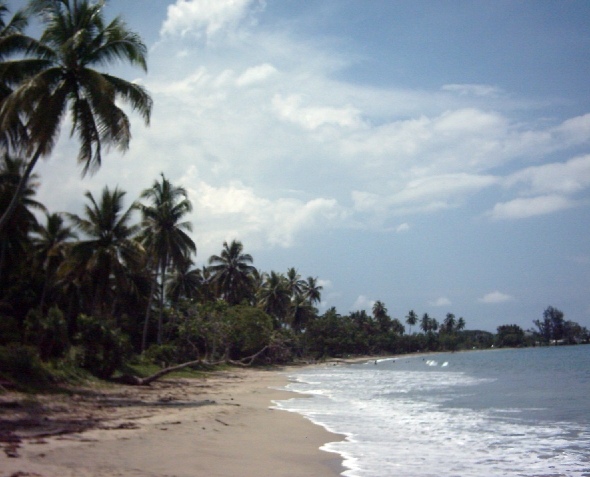
웨와크 해변

웨와크(Wewak)는 파푸아뉴기니 동세픽 주의 주도로, 뉴기니섬 북해안에 위치하며 마당과 인도네시아 자야푸라 사이에 있는 도시 가운데 가장 큰 도시이다.
구 시가지는 작은 반도 위에 놓여 있으며 나머지 신시가지는 해안과 산지가 시작하는 내륙 사이의 좁은 땅에 놓여있다. 중심가에서 서쪽으로는 웜 곶이라고 부르는 작은 반도가 있는데 이 곳은 제2차 세계 대전 때 뉴기니섬에 주둔 중이던 일본군이 항복한 장소이며 현재는 작은 기념비가 세워져 있다. 중심가에서 동쪽으로는 보람이라 불리는 반도심이 위치해 있으며 보람 병원과 공항이 위치해 있다.
웨와크는 세픽강을 따라 늘어선 아나고람, 팀북케, 파구이의 세 마을과 도로로 연결되어 있다. 도로 상태는 항상 좋지 않으며 정기적으로 범죄 조직들의 강도 행위가 보고된다. 그 외에 서쪽으로 해안 고속도로가 산다운 주의 주도인 바니모와 아이타페를 연결한다.

## 기후
| Wewak의 기후                                       | Wewak의 기후 | Wewak의 기후 | Wewak의 기후 | Wewak의 기후 | Wewak의 기후 | Wewak의 기후 | Wewak의 기후 | Wewak의 기후 | Wewak의 기후 | Wewak의 기후 | Wewak의 기후 | Wewak의 기후 | Wewak의 기후 |
| 월                                                 | 1월          | 2월          | 3월          | 4월          | 5월          | 6월          | 7월          | 8월          | 9월          | 10월         | 11월         | 12월         | 연간         |
| -------------------------------------------------- | ------------ | ------------ | ------------ | ------------ | ------------ | ------------ | ------------ | ------------ | ------------ | ------------ | ------------ | ------------ | ------------ |
| 일평균 최고 기온 °C (°F)                           | 30.6 (87.1)  | 30.4 (86.7)  | 30.5 (86.9)  | 30.9 (87.6)  | 31.4 (88.5)  | 31 (88)      | 30.8 (87.4)  | 31.1 (88.0)  | 31.4 (88.5)  | 31.1 (88.0)  | 31 (88)      | 30.7 (87.3)  | 30.9 (87.7)  |
| 일일 평균 기온 °C (°F)                             | 26.8 (80.2)  | 26.7 (80.1)  | 26.6 (79.9)  | 26.8 (80.2)  | 27.1 (80.8)  | 26.8 (80.2)  | 26.6 (79.9)  | 26.6 (79.9)  | 27 (81)      | 26.9 (80.4)  | 26.9 (80.4)  | 26.8 (80.2)  | 26.8 (80.3)  |
| 일평균 최저 기온 °C (°F)                           | 23 (73)      | 23 (73)      | 22.8 (73.0)  | 22.8 (73.0)  | 22.9 (73.2)  | 22.6 (72.7)  | 22.4 (72.3)  | 22.2 (72.0)  | 22.6 (72.7)  | 22.8 (73.0)  | 22.9 (73.2)  | 23 (73)      | 22.8 (72.8)  |
| 평균 강수량 mm (인치)                              | 143 (5.6)    | 144 (5.7)    | 165 (6.5)    | 181 (7.1)    | 208 (8.2)    | 191 (7.5)    | 166 (6.5)    | 161 (6.3)    | 177 (7.0)    | 216 (8.5)    | 207 (8.1)    | 157 (6.2)    | 2,116 (83.2) |
| 평균 강우일수                                      | 17           | 17           | 19           | 20           | 20           | 18           | 18           | 15           | 17           | 19           | 18           | 17           | 215          |
| 평균 일일 일조시간                                 | 5            | 5            | 5            | 5            | 5            | 5            | 5            | 5            | 6            | 6            | 5            | 5            | 5            |
| 출처 1: Climate-Data.org (altitude: 0m)            |              |              |              |              |              |              |              |              |              |              |              |              |              |
| 출처 2: Weather2Travel for rainy days and sunshine |              |              |              |              |              |              |              |              |              |              |              |              |              |